# پال اسمیت
پال اسمیت (انگلیسی: Paul Smith; ۵ ژوئیهٔ ۱۹۴۶ – ) کارآفرین و طراح مد اهل بریتانیا بود. 